# Pekan Nenas
Pekan Nenas (en malayo: Pekan Nanas) es una localidad de Malasia, en el estado de Johor.
Se encuentra a 16 m sobre el nivel del mar. 

## Demografía
Según estimación 2010 contaba con 30648 habitantes.